# Ideal (Büromaschinen)

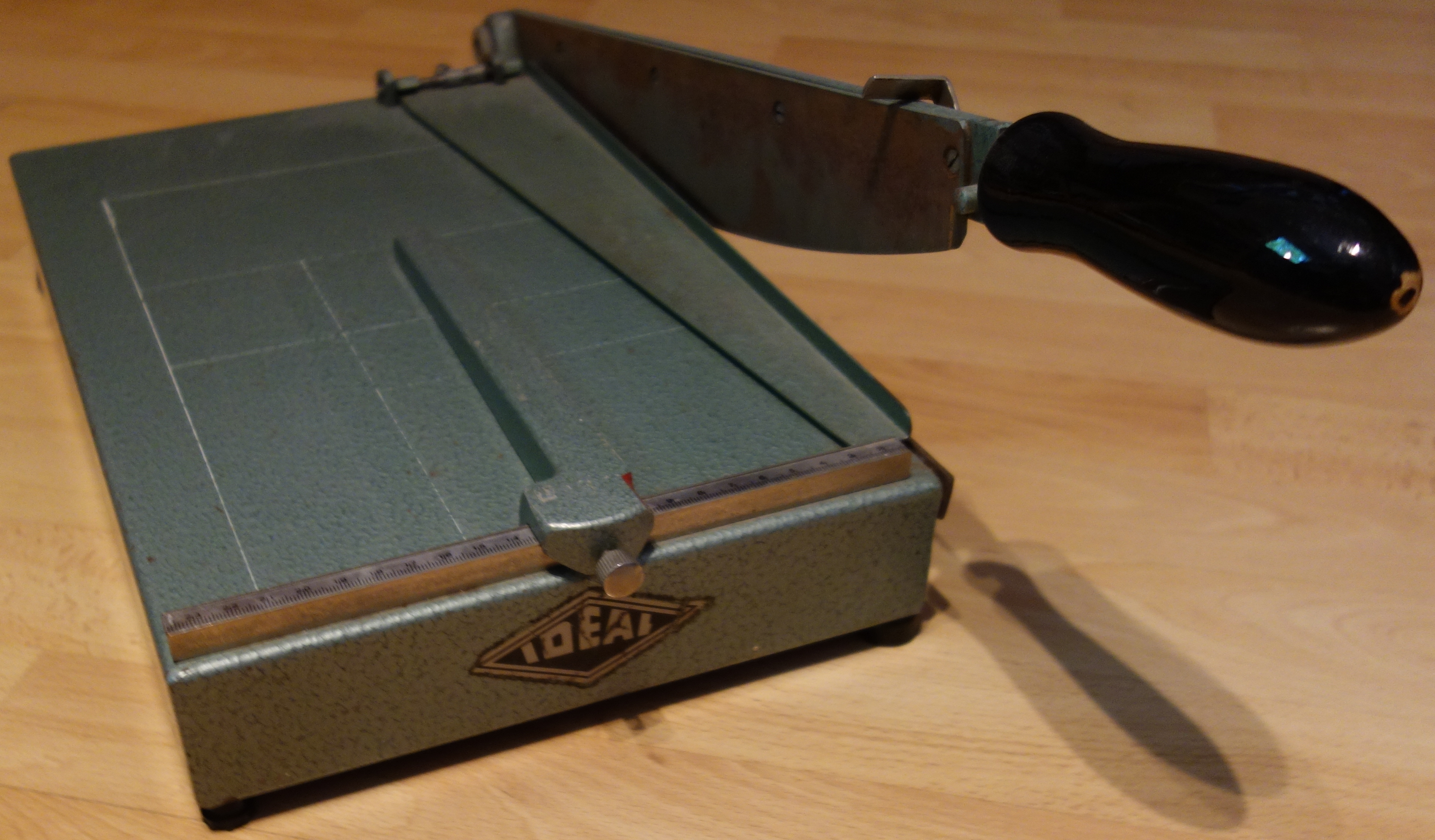
Büro-Papierschneidemaschine von IDEAL aus den 1950er Jahren

Ideal ist die Marke der Krug & Priester GmbH & Co. KG, eines deutschen Unternehmens für Büromaschinen aus Balingen im Zollernalbkreis in Baden-Württemberg.

## Geschichte
IDEAL wurde am 1. Juli 1951 von Wilhelm Krug und Ludwig Priester in der Tübinger Straße 7 in Balingen gegründet. Aufgabenfelder waren der Handel, die Reparatur und die Herstellung von Büromaschinen. 1953 wurde die Fabrikation von Produkten wie z. B. Schablonen-Vervielfältiger, Schneidemaschinen und Kugelschreiber in das erste unternehmenseigene Gebäude an der Schickhardtstraße verlegt. 1956 wurde das Fabrikationsgebäude durch Anbauten vergrößert. Die Herstellung konzentrierte sich nun auf die Produktion von Schneidemaschinen und Vervielfältigungsmaschinen, 1958 wurde das Herstellungsprogramm um Stapelschneider ergänzt.
1959 entwickelte das Unternehmen Aktenvernichter für den amerikanischen Markt; sie wurden neben den Schneidemaschinen zum zweiten Schwerpunkt in der Produktion und im weltweiten Vertrieb. Produktion und Verwaltung wurden durch ein neues Bürogebäude an der Schickhardtstraße zusammengeführt. Steigende Nachfrage erforderte neue Produktionsflächen, die von 1964 bis 1966 entstanden. Nach einer Umstrukturierung in den 1970er expandierte das Unternehmen weiter. 1986 ermöglichte ein weiterer Grundstückskauf den Bau einer Anlage zum Pulverbeschichten. 1990 wurde ein Verwaltungsgebäude mit Logistik-Zentrum an der Simon-Schweitzer-Straße eingeweiht.
1994 erwarb IDEAL 93 Prozent des Aktienkapitals von E.A. Clementz & Cie., Reichstett, der langjährigen Generalvertretung für Frankreich. Bis heute hat sich Ideal nach Eigenaussage zu einem der weltweit führenden Hersteller von Büromaschinen entwickelt, insbesondere Aktenvernichtern, Büro-Schneidemaschinen und Luftreinigern.